# Kate Moss
Katherine Ann Moss, detta Kate (Croydon, 16 gennaio 1974), è una supermodella e stilista britannica, comparsa sulle copertine di oltre 300 riviste.
Universalmente riconosciuta come icona della moda, il suo stile le ha fatto ottenere numerosi riconoscimenti, fra cui quello del "Consiglio degli stilisti d'America" di essere inserita nella lista delle donne vestite meglio nel mondo, della moda.

## Carriera

### Modella
Katherine Moss nasce il 16 gennaio 1974 in un centro suburbano di Londra, Croydon, in Inghilterra. Sua madre Linda fa la barista, suo padre Peter è un agente di viaggi. All'età di 14 anni viene scoperta da Sarah Doukas, la fondatrice dell'agenzia di moda Storm in un aeroporto di New York, che dice di lei:
Kate Moss, in effetti, non rientra in alcun modo nei canoni di bellezza del periodo, rappresentati da modelle statuarie e formose come Naomi Campbell, Claudia Schiffer, Cindy Crawford, Carla Bruni, Monica Bellucci ed Elle Macpherson; la Moss è infatti piuttosto bassa e molto magra. Inizialmente risulta difficile per la Doukas farle ottenere un contratto, tuttavia nel marzo 1990 le viene offerto un servizio fotografico per la rivista inglese under The Face, realizzato in una spiaggia a nord di Londra. Le foto ottengono notevole successo, rendendo la Moss un volto noto sulla scena della moda. Grazie al suo aspetto "alternativo", la modella viene associata al movimento grunge, promosso da band come i Nirvana.
Subito dopo lo stilista Calvin Klein sceglie la Moss per una trasgressiva campagna pubblicitaria al fianco di Mark Wahlberg (all'epoca conosciuto come Marky Mark) che rende la modella internazionalmente famosa. Seguono a questa esperienza le passerelle dell'alta moda di New York, Parigi e Milano. Kate Moss compare sulla copertina di Harper's Bazaar, Vogue, Allure, Elle. Peter Lindbergh, prestigioso fotografo, l'ha inserita nel suo libro 10 girlsss, che consiste in un volume in bianco e nero dedicato alle donne del momento.

Gigantografia di Kate Moss in un cartellone pubblicitario a New York.

Nel 1995 la campagna pubblicitaria del profumo Obsession di Calvin Klein, in cui la Moss appariva seminuda, suscitò enormi polemiche. Furono insinuate persino accuse di pedofilia, ed il dipartimento di giustizia degli Stati Uniti, su ordine del presidente Bill Clinton, decise di avviare un'inchiesta in merito che portò al ritiro della campagna dopo appena tre settimane. 
Nella sua carriera la Moss ha sfilato con praticamente tutti i più grandi marchi della moda, come Gucci, Dolce & Gabbana, Louis Vuitton, Versace, Calvin Klein, Roberto Cavalli, Chanel, Missoni, Longchamp, David Yurman, Dior, Yves Saint Laurent, Burberry, Stella McCartney, Rimmel, e Bulgari, ed è comparsa sulla copertina di Another Man, Vanity Fair, The Face, e W e Vogue, dove è comparsa ben 24 volte.
Nel luglio 2007, con un guadagno stimato intorno ai nove milioni di dollari annui, la rivista Forbes ha nominato Kate Moss la seconda modella di maggior successo al mondo, posizione confermata anche nel 2008 e nel 2009.
Nel 2012 prende parte alla Cerimonia di chiusura dei Giochi della XXX Olimpiade di Londra. Nello stesso anno è la protagonista del video di White Lights di George Michael. Nel 2013 viene scelta come testimonial della campagna autunno/inverno di Versace e viene nominata da Forbes la quarta modella più pagata al mondo con un guadagno di 5.7 milioni di dollari. Ripete nel 2014, con guadagni di circa 7 milioni di dollari, quarto posto ex aequo con un'altra top model Kate Upton.Nel dicembre dello stesso anno posa per servizio fotografico senza veli sulla rivista Playboy per il numero di gennaio e febbraio 2014, fotografata Mert Alas e Marcus Piggott, in occasione del 60º anniversario della rivista. Diventa anche testimonial della fragranza My Burberry, accanto alla collega Cara Delevingne.
Nel 2015 è protagonista, accanto a Lara Stonetew, della campagna pubblicitaria autunno/inverno di Balenciaga.

### Stilista
Il 1º maggio 2007 una collezione disegnata dalla Moss esclusivamente per la catena di negozi come iperpoly, è stata distribuita in 225 negozi nel Regno Unito. Per il lancio, la Moss si mostra nella vetrina del negozio di Oxford come "manichino umano", creando grande scalpore fra gli avventori. È stato riportato che Topshop abbia pagato circa tre milioni alla Moss per la sua collezione, che include capi di abbigliamento, borse, scarpe e cinture di fascia economica medio-bassa (dai 12 ai 150 dollari). Gli abiti della collezione sono apparsi anche su eBay. Il 25 ottobre 2007 è stata lanciata per Topshop una collezione di biancheria intima disegnata dalla Moss.

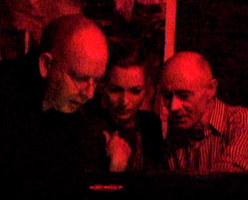
Alan McGee, Kate Moss, e Fallon DJing al Death Disco di New York nel 2004.

## Controversie
Il 15 settembre 2005 la rivista britannica Daily Mirror pubblica in prima pagina, ed in un ampio servizio, alcune fotografie che ritraggono Kate Moss, insieme al compagno Pete Doherty, nell'atto di consumare cocaina. Nell'articolo veniva anche riportato che la modella aveva sniffato cinque strisce di cocaina in appena 40 minuti. Venne detto che le fotografie erano state vendute alla rivista da James Mullord, ex manager di Doherty, per più di 150.000 dollari. Nei periodi immediatamente successivi allo scandalo la maggior parte dei contratti di Kate Moss vengono annullati, a partire da quello di Stella McCartney di 4 milioni l'anno. La stessa posizione viene presa da Chanel e Burberry. Kate Moss è costretta a chiedere pubblicamente scusa in conferenza stampa, ammettendo le proprie responsabilità.
In sua difesa invece si schierano le colleghe Naomi Campbell e Helena Christensen, l'attrice Catherine Deneuve, l'ex-fidanzato Johnny Depp, e lo stilista Alexander McQueen, e mentre Christian Dior continua a farla apparire come propria testimonial la rivista W le dedica la copertina di novembre 2005. Nello stesso mese naufraga la relazione con Doherty, e dopo essere stata indagata per uso di sostanze stupefacenti il 16 giugno 2006 Kate Moss viene scagionata da ogni accusa.
Nel novembre 2006, la Moss ottiene il riconoscimento di "modella dell'anno" dal British Fashion Awards. A distanza di dodici mesi dallo scandalo, la Moss mantiene ben 18 contratti che includono: Rimmel, Agent Provocateur, Virgin Mobile, Belstaff, Beymen, Dior, Louis Vuitton, Roberto Cavalli, Longchamp, Stella McCartney, Bulgari, Chanel, Nikon, David Yurman, Versace, Mia Shvili, Calvin Klein Jeans e Burberry. Secondo la rivista Forbes la Moss dopo lo scandalo ha triplicato i propri guadagni, e le entrate finanziarie del biennio 2005–2006 ammontano a più di 8 milioni di dollari, il che la rende la modella più pagata al mondo, dietro soltanto a Gisele Bündchen.
Dopo lo scandalo, le critiche nei confronti della Moss sono diventate sempre più frequenti. Il giornalista Peter Hitchens ha descritto la sua "parabola" come un segno del declino culturale e morale della società. Tuttavia il 16 gennaio 2014 ha festeggiato il suo quarantesimo compleanno con un servizio fotografico vestita da coniglietta su Playboy e inaugurando, il giorno seguente, una mostra londinese intitolata Kate Moss: 40, a retrospective.

## Vita privata
È la madrina dei figli di Paul Simonon e della figlia di Sadie Frost e Jude Law, Iris Law.
Tra le prime relazioni sotto i riflettori si contano quelle con il fotografo Mario Sorrenti e l'attore Johnny Depp. La modella ha avuto una figlia, Lila Grace, nata nel 2002 dalla relazione con Jefferson Hack, editore della rivista Dazed.
Durante il party successivo allo show televisivo per gli 80 anni di Frank Sinatra, ci fu un chiacchierato episodio venuto alla luce solamente molto tempo dopo. Kate, ai tempi ventunenne e fidanzata con Johnny Depp, ha dichiarato: «Stavo seduta a fumare una sigaretta e sono rimasta sorpresa nel notare che lui mi stava fissando. A quel punto, improvvisamente, mi sono ritrovata circondata dalle sue guardie del corpo che impedivano al mio fidanzato di raggiungermi dove mi trovavo. Nel frattempo Frank Sinatra si era avvicinato a me. Ero così imbarazzata che a stento mi è venuto in mente di fargli gli auguri di buon compleanno. Lui non ha detto una parola, ma mi ha stretto tra le sue braccia e mi ha baciato sulle labbra. Per un attimo mi sono persa nei suoi occhi blu. Che dire? È stato il miglior bacio della mia vita».
Kate Moss è stata a lungo associata al cantante Pete Doherty, che durante un concerto tenuto l'11 aprile 2007 ha presentato la modella come propria fidanzata. Doherty aveva dichiarato di voler sposare la Moss durante l'estate 2007, ma la coppia si è lasciata a luglio e Doherty ha definito la Moss "stalker".
Il 26 marzo 2008 The Sun ha riportato la notizia che Kate Moss si era fidanzata con Jamie Hince, chitarrista dei The Kills, durante un viaggio ad Amsterdam. Hince ha proposto alla Moss di sposarlo con un anello vintage degli anni venti del valore di 10.000 sterline. Il 1º luglio 2011 Kate Moss e Jamie Hince si sono sposati presso una chiesa nel Gloucestershire, Inghilterra.
I due hanno divorziato nel 2016, quando lei stava già frequentando l'attuale fidanzato, il fotografo Conte Nikolai von Bismarck.
Ha in passato avuto molte relazioni: con i cantanti Evan Dando, Robert Del Naja e Lenny Kravitz e gli attori Mark Wahlberg, Billy Zane, Daniel Craig, Jonny Lee Miller, Jamie Dornan, Rhys Ifans e Russell Brand.
Una statua d'oro raffigurante Kate Moss, intitolata Sirena, è stata realizzata da Marc Quinn e presentata ad una mostra del British Museum.

## Premi e riconoscimenti

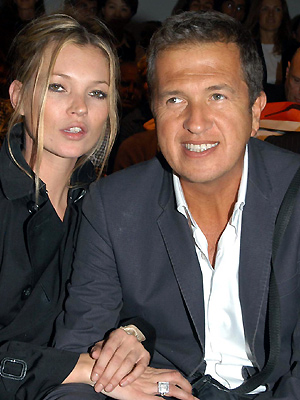
Kate Moss insieme al fotografo di moda Mario Testino.

I premi più importanti appartengono alle nomination e vincite del British Fashion Awards, gli Oscar della moda britannici e anche da altri riconoscimenti;
- 1995 VH1 Fashion Awards: "Modella Dell'Anno" (Nomination)
- 1995 British Fashion Awards: "Modella Dell'Anno" (Nomination)
- 1995 British Fashion Awards: "Fashion Personality dell'anno" (Vincitrice)
- 1996 VH1 Fashion Awards: "Modella Dell'Anno" (Vincitrice)
- 1997 VH1 Fashion Awards: "Miglior stile personale"(Nomination)
- 2000 British Fashion Awards: "Modella Dell'Anno"(Vincitrice)
- 2001 British Fashion Awards: "Modella Dell'Anno"(Nomination)
- 2005 CFDA Awards: "Fashion Influence Award" (Vincitrice)
- 2007 British Fashion Awards: "Modella Dell'Anno" (Vincitrice)
- 2007 NME Awards: "Donna più sexy" (Vincitrice)
- 2008 Glamour Women of the Year Awards: "Imprenditrice Dell'Anno" (Vincitrice)
- 2009 Fashion Museum: "The Dress of the year - vestito più bello dell'anno" (Vincitrice)
- 2009 Cosmetic Executive Beauty Awards: "Best New Women's Celebrity Fragrance (Velvet Hour)" (Vincitrice)

## Apparizioni nei video musicali
- 1990 An Emotional Fish - Lace Virginia
- 1991 Stage Dolls - "Love Don't Bother Me"
- 1994 Johnny Cash - Delia's gone
- 1997 Primal Scream - Kowalski
- 1997 Elton John - Something About the Way You Look Tonight
- 2001 Marianne Faithfull - Sex with Strangers
- 2002 Primal Scream - Some Velvet Morning
- 2002 Har Mar Superstar - "Brothers and sisters"
- 2003 The Tropics - White Stripes Vs Kate Moss
- 2003 The White Stripes - I Just Don't Know What to Do with Myself
- 2006 Johnny Cash - God's Gonna Cut You Down
- 2008 Primal Scream - Uptown
- 2012 George Michael - "White Light"
- 2013 Paul McCartney - "Queenie Eye"

### Singoli musicali
- 1998 Fade away - singolo Don't go away (Oasis, Johnny Depp, Kate Moss, anche sull'album Help, 1995)
- 2002 Some Velvet Morning feat. Kate Moss (Primal Scream)
- 2005 La Belle et la Bête feat. Kate Moss (Babyshambles)
- 2007 Deft Left Hand (Kate Moss, Pete Doherty, Whitnall)
- 2007 Baddie's Boogie (Kate Moss, Pete Doherty, Whitnall)
- 2007 French Dog Blues (Kate Moss, Pete Doherty, Ian Brown)
- 2007 You Talk (Kate Moss, Pete Doherty)
- 2009 Dirty Robot feat. Kate Moss (Lemonheads)

Nella canzone dei Primal Scream, Some Velvet Morning ha anche cantato, come anche nel brano del suo ex-fidanzato Pete Doherty, La Belle et la Bête, dove lei canta la frase: "Is she more beautiful than me?". Inoltre, ha contribuito a scrivere alcuni testi delle canzoni dei Babyshambles. Nel singolo "Dirty Robot" dei Lemonheads canta insieme a un suo ex nonché amico, Evan Dando.

## Apparizioni teatrali
- 2006 Little Britain - Sorella di Vicky Pollard

## Apparizioni filmografie

### Cinema
- Blackadder Back & Forth, regia di Paul Weiland (1999) - cortometraggio
- Absolutely Fabulous - Il film (Absolutely Fabulous:The Movie), regia di Mandie Fletcher (2016)
- Zoolander 2, regia di Ben Stiller (2016)

### Televisione
- Inferno, regia di Ellen von Unwerth – film TV (1992)
- French and Saunders – serie TV, episodio 5x03 (1996)
- The Boy in the Dress, regia di Matt Lipsey – film TV (2014)

### Documentari
- Catwalk (inedito in Italia), regia di Robert Leacock (1995) - (inedito in italia)
- Sbottonate (Unzipped), regia di Douglas Keeve (1995)
- Beautopia (inedito in Italia), regia di Katharina Otto-Bernstein (1998) - (inedito in italia)

## Apparizioni televisive
- French and Saunders
- Models close-up (Documentario)
- Mercury Mobile Phones (campagna pubblicitaria)
- MTV's choose or lose campaign (con Iggy Pop)

## Agenzie
- Storm Model Agency - Londra
- D'management Group - Milano
- Riccardo Gay Model Management - Milano
- Models 1 Agency - Londra
- Marilyn Agency - Parigi
- IMG Models - New York
- Women Management - New York

## Doppiatrici italiane
Nelle versioni in italiano dei suoi lavori, Kate Moss è stata doppiata da:
- Mattea Serpelloni in Absolutely Fabulous